# Carbon-Blanc
Carbon-Blanc település Franciaországban, Gironde megyében. Lakosainak száma 8342 fő (2022. január 1.). Carbon-Blanc Ambarès-et-Lagrave, Bassens, Lormont és Sainte-Eulalie községekkel határos.

## Népesség
A település népességének változása:
| Lakosok száma | 3075 | 5733 | 5842 | 7007 | 7249 | 7578 | 8091 | 8254 | 8272 | 8342 |
|               | 1968 | 1982 | 1990 | 2006 | 2013 | 2015 | 2017 | 2019 | 2020 | 2022 |